# Berberis campos-portoi
Berberis campos-portoi är en berberisväxtart som beskrevs av Alexander Curt Brade. Berberis campos-portoi ingår i släktet berberisar, och familjen berberisväxter. Inga underarter finns listade i Catalogue of Life.